# Los autonómicos
Los autonómicos es una película española, estrenada el 30 de julio de 1982, parodia de la formación del entonces incipiente en España Estado de las autonomías.

## Argumento
Aniceto (Juanito Navarro) es un caciquil alcalde de Reajo de la Sierra, un pequeño pueblo cercano a Madrid, que propugna que su municipio se convierta en Comunidad Autónoma. A esas pretensiones se opone el senador Federico Calandre (Antonio Ozores), lo que se desata automáticamente la guerra sin cuartel entre ambos políticos y sus respectivos seguidores. Para alcanzar sus objetivos, Aniceto se hace con la ayuda de Martina (María José Nieto), que se dispone a seducir al senador para hacerle cambiar de opinión.
- Datos: Q5980634